# روابط ایران و برزیل
ایران و برزیل دارای روابطی تاریخی هستند و قدمت آن به بیش از یک سده می‌رسد. در سال ۱۲۸۲ خورشیدی (۱۹۰۳ میلادی) اسحاق خان مفخم‌الدوله وزیر مختار ایران در واشینگتن به چند کشور آمریکای جنوبی سفر کرد و عهدنامه دوستی و بازرگانی با کشورهای این ناحیه از جمله برزیل، آرژانتین، اروگوئه، مکزیک و شیلی به امضاء رساند. با وجود این که روابط سیاسی بین دو دولت از همان زمان برقرار گردید ولی تأسیس سفارت در برزیل حدود سی سال بعد محقق گردید. از زمان امضای سند موافقتنامه همکاری فرهنگی بین دو کشور در سال ۱۳۳۶، تاکنون ۴۶ موافقتنامه، یادداشت تفاهم و اسناد مختلف در حوزه‌های سیاسی، اقتصادی، تجاری، علمی-آموزشی، فرهنگی و دانشگاهی به امضا رسانده‌اند.
سفر حاجی میرزا ابوالحسن‌خان ایلچی، سفیر ایران در لندن، را به ریودوژاینرو، پایتخت پیشین برزیل، می‌توان نخستین دیدار یک مقام ایرانی از برزیل و سرآغاز روابط سیاسی رسمی دو کشور دانست. روابط ایران و برزیل از سرآغاز تاکنون بیشتر جنبهٔ اقتصادی داشته و ایران صادر کنندهٔ نفت به برزیل و وارد کنندهٔ محصولات کشاورزی و صنعتی از این کشور بوده است. همکاریهای اقتصادی و فرهنگی دو کشور بیشتر در قالب موافقتنامه‌هایی میان وزارتخانه‌های دو کشور پیش‌بینی و اجرا می‌شده است.
برای نخستین بار در سال ۱۳۱۴ خورشیدی (۱۹۳۵ میلادی) سفیر ایران در آرژانتین به عنوان سفیر در برزیل معرفی شد و در نهایت در ۱۴ مرداد ۱۳۲۲ سفارت ایران در ریو دو ژانیرو پایتخت برزیل بنیان نهاده شد و تا سال ۱۳۳۹ خورشیدی (۱۹۶۰ میلادی) در آن شهر فعالیت بود. همزمان با انتقال پایتخت برزیل از ریو دو ژانیرو به برازیلیا در سال ۱۹۶۰، سفارت ایران به عنوان نخستین سفارتخانه در برازیلیا توسط آقای ژوزلینو کوبیچکک، رئیس جمهور وقت برزیل بازگشایی گردید.
در میان کشورهای آمریکای لاتین، برزیل گسترده‌ترین میزان صادرات را به ایران دارد، همچنین این کشور در میان ۳ کشور اصلی واردکننده محصولات ایران در آمریکای لاتین است.
از ابتدای روابط میان ایران برزیل، دو کشور در زمینه‌های فرهنگی، اقتصادی و سیاسی همکاری‌های خوبی با یکدیگر داشته و به طور پی در پی هیئت‌هایی در سطوح مختلف دررفت‌وآمد میان دو کشور بوده‌اند.

## دیدارها

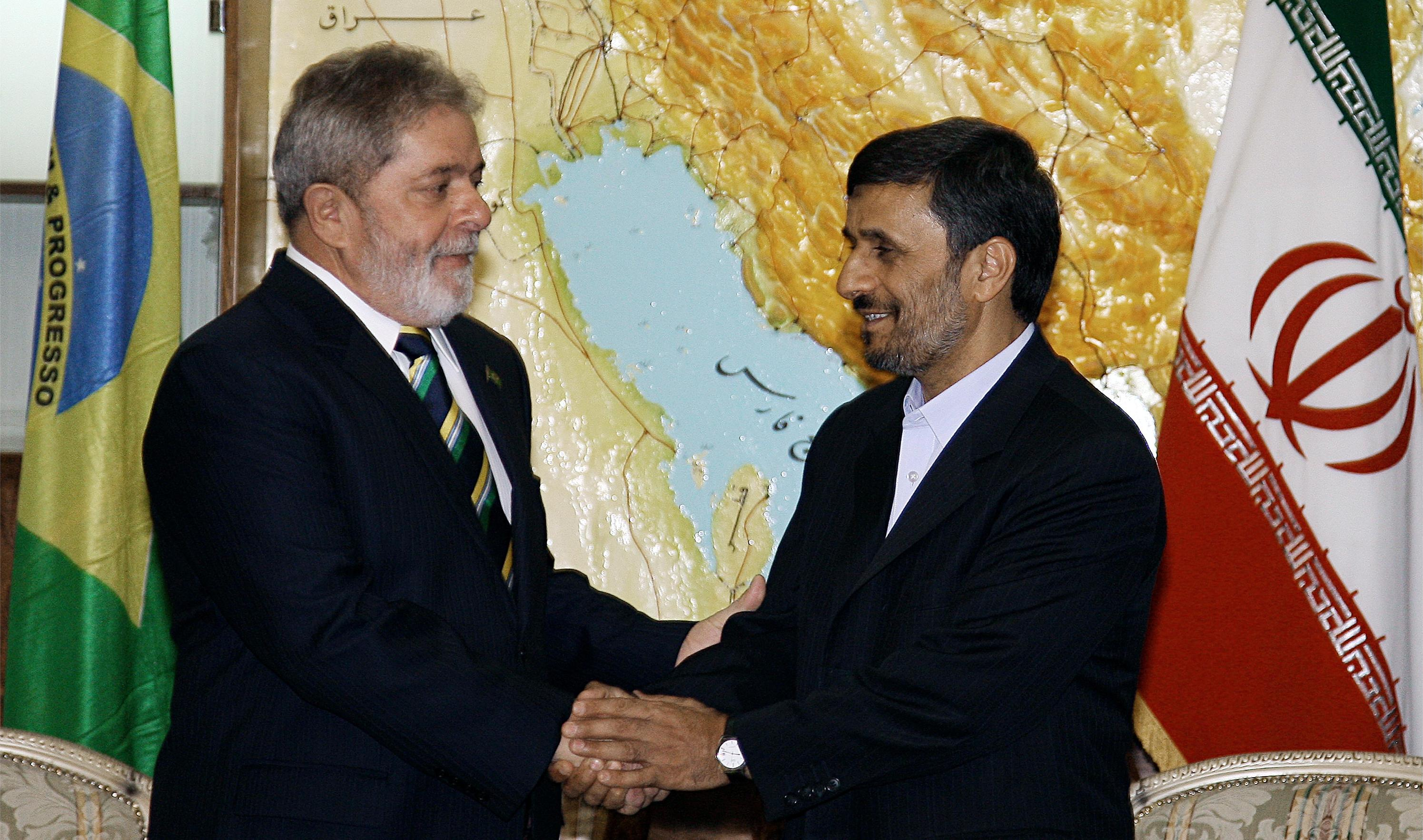
استقبال محمود احمدی‌نژاد از لولا داسیلوا در تهران - مه ۲۰۱۰ (میلادی)

- ملاقات محمود احمدی‌نژاد رئیس‌جمهور وقت با رئیس‌جمهور برزیل در مهر ۱۳۸۸ در حاشیهٔ اجلاس سالیانهٔ مجمع عمومی سازمان ملل در نیویورک
- سفر محمود احمدی‌نژاد رئیس جمهوری اسلامی ایران در آذر ماه ۱۳۸۸ به برزیل
- سفر لولا داسیلوا در اردیبهشت ۱۳۸۹ به تهران
- سفر محمود احمدی‌نژاد به ریو دو ژانیرو (۳۱ خرداد تا دوم تیرماه ۱۳۹۱)

## روابط فرهنگی
در سال‌های دههٔ ۱۳۸۰ خورشیدی در حوزهٔ فرهنگی روابط دو کشور بیشتر و نتیجهٔ آن توافقاتی در زمینه‌های ورزشی، دانشگاهی و تبادل استاد و دانشجو و همچنین ایجاد کرسی زبان فارسی و ایران‌شناسی در برخی از دانشگاه‌های برزیل از جمله در دانشگاه برازیلیا و همچنین برگزاری هفته‌های متعدد فرهنگی ایران در ایالت‌های مختلف بوده است. فیلم‌های هنری ایرانی و سینمای ایران در برزیل جایگاه خاصی داشته است.

## روابط اقتصادی
ایران و برزیل عضو بریکس هستند.برقراری خط هوایی مستقیم بین دو کشور در مراحل نهایی قرار دارد.
جمعیت برزیل حدود ۲۳۰ میلیون نفر است. تولید ناخالص داخلی برزیل حدود ۶۵ درصد کل آمریکای لاتین است. برزیل ششمین اقتصاد دنیا است. برزیل رتبه اول ذخایر نفتی زیر لایه نمکی در اعماق دریا را دارد. این کشور اولین تامین کننده غذای دنیا و اولین صادرکننده گوشت، شکر و سویا و ذرت است. این کشور سالانه ۲۲ میلیون تن گوشت صادر می کنند. براساس گزارش فائو در سال ۲۰۲۵ حدود ۴۵ درصد غذای دنیا از برزیل تامین خواهد شد. بیش از ۸۰ درصد از کالاهای اساسی ایران شامل ذرت، سویا، شکر، روغن و گوشت از برزیل تامین می شود. ایران حدود دو میلیارد و سیصد میلیون دلار از برزیل واردات دارد. به گفته محسن شاطرزاده سفیر سابق ایران در برزیل حجم مراودات مالی بین دو کشور ۲ و نیم میلیارد دلار در سال است. ایران بزرگترین واردکننده کالاهای اساسی از برزیل در خاورمیانه است. کشور برزیل از تحریم های ثانویه وضع شده علیه ایران تبعیت نمی کند.